# Úrvalsdeild 2012
La Úrvalsdeild 2012 (detta anche Pepsi Úrvalsdeild per motivi di sponsorizzazione) è la 101ª edizione della massima serie del campionato di calcio islandese disputata tra il 6 maggio e il 29 settembre 2012 e conclusa con la vittoria del FH Hafnarfjörður, al suo sesto titolo.
Capocannoniere del torneo fu Atli Guðnason (FH Hafnarfjörður) con 12 reti.

## Formula
Le 12 squadre partecipanti si sono affrontate in un girone di andata e ritorno, per un totale di 22 giornate.
La squadra campione di Islanda ha il diritto a partecipare alla UEFA Champions League 2013-2014 partendo dal secondo turno di qualificazione.
Le squadre classificate al secondo e terzo posto sono ammesse alla UEFA Europa League 2013-2014 partendo dal primo turno di qualificazione.
La vincitrice della Coppa nazionale è ammessa alla UEFA Europa League 2013-2014 partendo dal secondo turno di qualificazione.
Le ultime due classificate sono retrocesse direttamente in 1. deild karla.

## Squadre partecipanti
| Club             | Città          | Stadio           | Posizione 2011             |
| ---------------- | -------------- | ---------------- | -------------------------- |
| Breiðablik       | Kópavogur      | Kópavogsvöllur   | 6º posto                   |
| FH Hafnarfjörður | Hafnarfjörður  | Kaplakriki       | 2º posto                   |
| Fram Reykjavík   | Reykjavík      | Laugardalsvöllur | 9º posto                   |
| Fylkir           | Reykjavík      | Fylkisvöllur     | 7º posto                   |
| Grindavík        | Grindavík      | Grindavíkvöllur  | 10º posto                  |
| ÍA Akraness      | Akranes        | Akranesvöllur    | 1º posto in 1. deild karla |
| ÍBV Vestmannæyja | Vestmannaeyjar | Hásteinsvöllur   | 3º posto                   |
| Keflavík         | Keflavík       | Nettó-völlur     | 8º posto                   |
| KR Reykjavík     | Reykjavík      | KR-völlur        | Campione                   |
| Selfoss          | Selfoss        | Selfossvöllur    | 2º posto in 1. deild karla |
| Stjarnan         | Garðabær       | Stjörnuvöllur    | 4º posto                   |
| Valur            | Reykjavík      | Vodafonevöllurin | 5º posto                   |

## Classifica
|                    | Pos. | Squadra          | Pt | G  | V  | N  | P  | GF | GS | DR  |
| ------------------ | ---- | ---------------- | -- | -- | -- | -- | -- | -- | -- | --- |
| Islanda (bandiera) | 1.   | FH Hafnarfjörður | 49 | 22 | 15 | 4  | 3  | 51 | 23 | +28 |
|                    | 2.   | Breiðablik       | 36 | 22 | 10 | 6  | 6  | 32 | 27 | +5  |
|                    | 3.   | ÍBV Vestmannæyja | 35 | 22 | 10 | 5  | 7  | 36 | 21 | +15 |
|                    | 4.   | KR Reykjavík     | 35 | 22 | 10 | 5  | 7  | 39 | 32 | +7  |
|                    | 5.   | Stjarnan         | 34 | 22 | 8  | 10 | 4  | 44 | 38 | +6  |
|                    | 6.   | ÍA Akraness      | 32 | 22 | 9  | 5  | 8  | 32 | 36 | -4  |
|                    | 7.   | Fylkir           | 31 | 22 | 8  | 7  | 7  | 30 | 39 | -9  |
|                    | 8.   | Valur            | 28 | 22 | 9  | 1  | 12 | 34 | 34 | 0   |
|                    | 9.   | Keflavík         | 27 | 22 | 8  | 3  | 11 | 35 | 38 | -3  |
|                    | 10.  | Fram Reykjavík   | 27 | 22 | 8  | 3  | 11 | 31 | 34 | -3  |
|                    | 11.  | Selfoss          | 21 | 22 | 6  | 3  | 13 | 30 | 44 | -14 |
|                    | 12.  | Grindavík        | 12 | 22 | 2  | 6  | 14 | 31 | 57 | -26 |

Legenda:

      Campione d'Islanda e ammesso alla UEFA Champions League
      Ammesso alla UEFA Europa League
      Retrocesso in 1. deild karla
Note:

Tre punti a vittoria, uno a pareggio, zero a sconfitta.

## Risultati
|                    | Bre  | Fra  | Fyl  | Gri  | Haf  | ÍA   | ÍBV  | Kef  | KR   | Sel  | Stj  | Val  |
| ------------------ | ---- | ---- | ---- | ---- | ---- | ---- | ---- | ---- | ---- | ---- | ---- | ---- |
| Breiðablik         | –––– | 0-2  | 1-1  | 2-0  | 0-1  | 0-1  | 1-0  | 0-4  | 2-1  | 1-1  | 2-0  | 1-0  |
| Fram Reykjavik     | 3-2  | –––– | 4-0  | 4-3  | 0-1  | 2-0  | 2-1  | 0-2  | 1-2  | 0-2  | 1-1  | 0-1  |
| Fylkir             | 1-1  | 1-0  | –––– | 2-1  | 0-1  | 0-1  | 0-4  | 1-1  | 3-2  | 2-0  | 3-3  | 3-1  |
| Grindavík          | 2-4  | 2-2  | 2-2  | –––– | 0-1  | 2-2  | 1-3  | 0-4  | 2-2  | 0-4  | 1-4  | 2-0  |
| FH Hafnarfjörður   | 3-0  | 1-0  | 8-0  | 1-1  | –––– | 2-1  | 2-0  | 3-0  | 1-3  | 5-2  | 2-2  | 2-1  |
| ÍA Akranes         | 1-1  | 0-1  | 2-1  | 2-1  | 2-7  | –––– | 0-4  | 3-2  | 3-2  | 4-0  | 1-2  | 1-1  |
| ÍBV Vestmannaeyjar | 0-0  | 3-2  | 1-1  | 2-1  | 2-2  | 0-0  | –––– | 0-1  | 2-0  | 1-0  | 4-1  | 2-0  |
| Keflavík           | 2-3  | 5-0  | 0-2  | 2-1  | 2-4  | 2-3  | 1-0  | –––– | 1-1  | 2-2  | 0-1  | 0-4  |
| KR Reykjavik       | 0-4  | 1-1  | 2-1  | 4-1  | 2-0  | 2-0  | 3-2  | 3-0  | –––– | 3-1  | 2-2  | 2-3  |
| Selfoss            | 0-2  | 4-2  | 1-2  | 3-3  | 0-1  | 1-3  | 2-1  | 2-1  | 1-0  | –––– | 1-3  | 0-1  |
| Stjarnan           | 1-1  | 4-2  | 2-2  | 3-4  | 2-2  | 1-1  | 1-1  | 1-3  | 1-1  | 4-2  | –––– | 3-2  |
| Valur              | 3-4  | 0-2  | 1-2  | 4-1  | 3-1  | 2-1  | 0-3  | 4-0  | 0-1  | 3-1  | 0-2  | –––– |

## Verdetti
- Campione:  FH Hafnarfjörður
- In UEFA Champions League 2013-2014:  FH Hafnarfjörður
- In UEFA Europa League 2013-2014:  Breiðablik,  ÍBV Vestmannæyja e  KR Reykjavík[1] (al primo turno di qualificazione).
- Retrocesse in 1. deild karla:  Selfoss e  Grindavík

## Classifica marcatori
| Gol |  |  | Giocatore                  | Squadra          |
| --- |  |  | -------------------------- | ---------------- |
| 12  |  |  | Atli Guðnason              | FH Hafnarfjörður |
| 11  |  |  | Kristinn Ingi Halldórsson  | Fram Reykjavík   |
| 10  |  |  | Ingimundur Níels Óskarsson | Fylkir           |
| 9   |  |  | Garðar Gunnlaugsson        | ÍA Akraness      |
| 9   |  |  | Björn Daníel Sverrisson    | FH Hafnarfjörður |
| 9   |  |  | Christian Olsen            | ÍBV Vestmannæyja |
| 8   |  |  | Kjartan Finnbogason        | KR Reykjavík     |
| 8   |  |  | Atli Jóhannsson            | Stjarnan         |
| 7   |  |  | Jóhann Guðmundsson         | Keflavík         |
| 7   |  |  | Kolbeinn Kárason           | Valur            |
| 7   |  |  | Viðar Örn Kjartansson      | Selfoss          |
| 7   |  |  | Guðmundur Steinarsson      | Keflavík         |
| 7   |  |  | Jón Daði Böðvarsson        | Selfoss          |
| 7   |  |  | Gary Martin                | KR Reykjavík     |
| 7   |  |  | Rúnar Már Sigurjónsson     | Valur            |